# Khenchen Palden Sherab Rinpoché
Khenchen Palden Sherab Rinpoché (tibétain : དཔལ་ལྡན་ཤེས་རབ་, Wylie : dpal ldan shes rab) (10 mai 1938 - 19 juin 2010), également connu sous le nom de « Khen Rinpoché », était un enseignant, un érudit, un lama, et un maître dzogchen de l' école nyingmapa du bouddhisme tibétain. Il était considéré par Penor Rinpoché comme l'un des érudits nyingmapa vivants les plus érudits. Palden Sherab a fondé le couvent d'Orgyen Samye Chokhor Ling, le premier couvent de Deer Park (Sarnath).
Né dans le Kham, au Tibet, Palden Sherab a échappé aux forces d'invasion chinoises en 1960 pour arriver en Inde et rejoindre d'autres chefs monastiques pour recueillir et sauver les enseignements bouddhistes tibétains portés par la communauté en exil. Il a été nommé professeur nyingmapa à l'université centrale d'études tibétaines en 1967. Les lamas racines de Palden Sherab sont Dudjom Rinpoché, Penor Rinpoché, Dilgo Khyentse ; ses principales lignées sont les enseignements textuels de Mipham Rinpoché et le Tersar révélé de Terton Tsasum Lingpa. 
Élève de Dudjom Rinpoché , Palden Sherab a enseigné en France et aux États-Unis. Il a fondé le Padmasambava Buddhist Center dans le nord de l'État de New York , qui s'est développé pour inclure des monastères et des centres au Mexique, au Canada, à Porto Rico, en Inde et en Russie. Palden Sherab a conçu et géré la construction des centres de retraite, des monastères et d'un couvent, ainsi que du Miracle Stupa en Inde. Son quartier général est au couvent Orgyen Samye Chokhor Ling à Sarnath.

## Biographie

### Tibet
Palden Sherab est né dans le village de Joephu (tibétain : རྒྱུས་ཕུ་, Wylie : rgyus phu) le 10 mai 1938, l'année du Tigre de Terre. Joephu est dans la région de Dhoshul (tibétain : རྡོ་ཤུལ་, Wylie : rdo shul) du Kham , au Tibet, près de la montagne sacrée de Jowo Zegyal tibétain : ཇོ་བོ་གཟེ་རྒྱལ་, Wylie : jo bo gze rgyal. Son père était Lama Chimed Namgyal Rinpoché ; ses frères et sœurs comprenaient deux sœurs et un frère, et ses grands-parents étaient des universitaires et des praticiens respectés. Conformément à la tradition locale, sa famille était constituée de nomades saisonniers ; Pema Lhadze (la mère de Palden Sherab) l'a présenté au moine Lama Ahtsok, qui était en retraite solitaire dans une grotte voisine.
Palden Sherab a commencé des études monastiques à l'âge de six ans au monastère nyingmapa de Gochen (tibétain : སྒོ་ཆེན་སྒོམ་, Wylie : sgo chen sgom), fondé à la fin du XVIIe siècle par le révélateur de trésors et fou de sagesse terton Tsasum Lingpa. Tsasum Lingpa était une réincarnation reconnue de Nubchen Sangye Yeshe, l'un des vingt-cinq étudiants de Padmasambhava. Palden Sherab est une émanation reconnue de Nubchen Sangye Yeshe. Il était connu pour sa lecture très rapide au monastère de Gochen et était considéré comme excentrique. Le surnom de Palden Sherab était "le cyclone", en raison de son activité constante.
Le monastère était administré depuis des générations par la famille de Palden Sherab. Il a été invité à fréquenter le shedra du monastère de Riwoché à l'âge de 12 ans, où il pourrait être formé pour prendre la relève en tant que khenpo (abbé) du monastère de Gochen. Palden Sherab entre ensuite au monastère de Riwoche de l'école Taklung Kagyu , dans la région de Riwoché du Kham. Il a reçu les enseignements de Mipham Rinpoché et du monastère de Katok par l'intermédiaire de Khenpo Ashe, son professeur de shedra, en plus de Longchenpa's Seven Treasuries, trois volumes de Rongzompa et les enseignements de Katokpa Dampa Deshek, Katok Khempo Nyakchung et Getse Mahapandita. Juste avant l'invasion de l'est du Tibet par la Chine, Palden Sherab a terminé l'éducation monastique du shedra au monastère de Riwoche ; cela comprenait la philosophie, l'astrologie, la médecine, le sanskrit et les principaux textes bouddhistes.
Au cours de l'hiver 1960, après l'invasion chinoise, il quitte le monastère pour rejoindre sa famille qui s'échappe dans l'Himalaya. Avec l'Inde comme destination, ils ont échappé trois fois à la capture, dont une fois à Pémako (aujourd'hui Nyingchi). La plus jeune sœur de Palden Sherab, Ting Ting Karmo, est décédée. Une autre sœur, Yangzom, et sa mère sont mortes après leur arrivée dans un camp de réfugiés en Assam. Son père et son frère, Khenpo Tsewang Dongyal Rinpoché, ont survécu.

## Inde
Après leur fuite vers l'Inde, Palden Sherab et sa famille sont arrivés dans un camp de réfugiés à Kalimpong et ont vécu avec d'autres Tibétains fuyant les forces chinoises ; il enseigna la Prajnaparamita, de Mipham Rinpoché, et la grammaire dans le quotidien Sumtak. La famille a ensuite déménagé dans un camp à Darjeeling pendant six mois, où Palden Sherab a continué à enseigner à partir des commentaires de Mipham, le Bodhisattvacaryāvatāra de Shantideva ( La Voie du Bodhisattva ) et le Sumtak à la communauté en exil.
À Mussoorie en 1965, Dudjom Rinpoché lui a demandé d'être le représentant nyingmapa lors d'une conférence scientifique d'un an des quatre principales écoles du bouddhisme tibétain convoquée par le 14e dalaï-lama. Khunu Tenzin Gyaltsen Rinpoché était le principal orateur de la conférence, consacrée à la protection de la culture et du patrimoine spirituel du Tibet. La conférence s'est également concentrée sur la récupération des textes sacrés manquants (ou détruits) dans la lutte avec la Chine. Palden Sherab était responsable de la récupération de milliers de textes et de commentaires, et le cycle tibétain complet des enseignements bouddhistes Mahayana et Vajrayana a été récupéré.
L'Institut central des hautes études tibétaines (rebaptisé plus tard l' Université centrale des études tibétaines), issu de la conférence, a ouvert ses portes à Varanasi en 1967. Palden Sherab a été nommé par Dudjom Rinpoché pour fonder l'institut et représenter l'école nyingma, et a reçu le Nyingma Kama, le Nyingma Terma et le tantra Guhyagarbha de Dudjom Rinpoché.
Pendant un certain temps, il a été le seul professeur et administrateur du département Nyingma. Palden Sherab y a enseigné pendant 17 ans, jusqu'à 13 cours par jour pendant les premières années. Dilgo Khyentse Rinpoché et d'autres enseignants Nyingma étaient satisfaits de son travail et lui ont donné plus d'opportunités d'enseignement. Dilgo Khyentse est devenu son lama racine, et Palden Sherab a également enseigné dans le département tibétain du Government Sanskrit College de Varanasi. 

## États-Unis

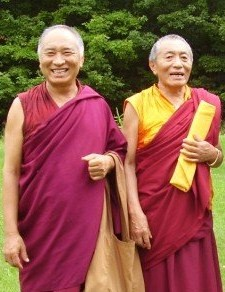
Palden Sherab (droite) et son frère, Tsewang Dongyal, à Palden Padma Samye Ling à Sidney, New York

Palden Sherab a voyagé pour la première fois aux États-Unis en 1980 avec son frère, Khenpo Tsewang Dongyal Rinpoché, à la demande de Rhoda P. Lecocq de Californie. Au Vermont, des liens ont été établis entre Dudjom Rinpoché, Palden Sherab et son frère et Khandro Dhyani Ywahoo de la Nation Cherokee à la Sunray Meditation Society.
En 1981, Palden Sherab a remplacé son frère comme khenpo du centre Dorje Nyingpo de Dudjom Rinpoché à Paris en raison des problèmes de Khenpo Tsewang avec les documents de voyage. Il a cofondé Dharma Samudra, une maison d'édition à but non lucratif à Boulder, Colorado, avec son frère quatre ans plus tard. Palden Sherab a écrit et publié un certain nombre d'ouvrages sur l'histoire tibétaine, des biographies de maîtres vajrayana, sur la langue et la grammaire tibétaines, la poésie et la logique.
En 1989, lui et son frère ont fondé le Centre bouddhiste Padmasambhava. Son principal centre de retraite et monastère est Palden Pema Samye Ling, situé Sidney Center, comté du Delaware, New York . Le centre s'est étendu à 19 lieux de retraite et institutions monastiques aux États-Unis, à Porto Rico, en Russie et en Inde.
Palden Sherab a dirigé des projets de conception et de construction dans des monastères, un couvent et des centres de retraite. Un terrain à Sarnath a été acheté en 1972 et la construction a commencé en 1990 pour le monastère Padma Samye Chokhor Ling. Le monastère a été consacré en 1995. Palden Sherab a rencontré Jigme Phuntsok pendant les voyages du lama dans les années 1990 vers l'Ouest .
Le premier couvent bouddhiste depuis les enseignements du Bouddha à Sarnath, Orgyen Samye Chokhor Ling Nunnery a été ouvert par Palden Sherab en mars 2003 et a été consacré le 12 novembre 2006 par la Société de la Maha Bodhi et d'autres institutions bouddhistes. En 2004, à Jetavan Grove à Shravasti , où le Bouddha a passé la saison des pluies en retraite et accompli des miracles , il a créé le Miracle Stupa pour la paix mondiale. Palden Sherab est décédé le 19 juin 2010 à Palden Pema Samye Ling.

### Sources
Sources primaires
- Anon1, « Orgyen Samye Chokhor Ling Nunnery », sur Padmasambhava.org, Padmasambhava Buddhist Center, n.d. (consulté le 15 mars 2022)
- Anon2, « Palden Samye Chokhor Ling Monastery », sur Padmasambhava.org, Padmasambhava Buddhist Center, n.d. (consulté le 15 mars 2022)
- Anon3, « Padma Samye Jetavan: Miracle Stupa for World Peace », sur Padmasambhava.org, Padmasambhava Buddhist Center, n.d. (consulté le 15 mars 2022)

Sources secondaires
- Anon, « Khenchen Palden Sherab Rinpoche: Biography » [archive du 8 août 2008], sur SnowLionPub.com, Snow Lion Publications, 2008
- Anon, « Biographies: The Venerable Khenchen Palden Sherab Rinpoche », sur DharmaFellowship.org, Dharma Fellowship, 2010a (consulté le 15 mars 2022)
- Anon, « History », sur Sunray.org, Sunray Meditation Society & Sunray Peace Village, 2018 (consulté le 15 mars 2022)
- Thomas (submitter) Banyacya, « The Hopi Message to the United Nations General Assembly », sur digital.libraries.ou.edu, University of Oklahoma, 10 décembre 1992 (consulté le 15 mars 2022)
- Alexander Gardner, « Nubchen Sanggye Yeshe », Treasury of Lives,‎ décembre 2009 (ISSN 2332-077X, lire en ligne, consulté le 15 mars 2022)
- « Brilliant Lotus Garland of Glorious Wisdom », sur Padmasambhava.org, Padmasambhava Buddhist Center, janvier 2006 (consulté le 15 mars 2022)
- Mardi Junkins, « How 'The Cyclone' came to the West », Snow Lion Publications,‎ n.d. (lire en ligne, consulté le 15 mars 2022)
- Antonio Lopez, « From the Roof of the World to the Land of Enchantment: The Tibet-Pueblo Connection », Tricycle: The Buddhist Review,‎ été 1997 (lire en ligne, consulté le 15 mars 2022)